# Artichaut
Cynara cardunculus var. scolymus, Cynara scolymus
Pour les articles homonymes, voir Artichaut (homonymie).
Variété
Classification phylogénétique
L’artichaut (Cynara cardunculus var. scolymus (L.) Benth.) ou Cynara scolymus L., 1753 est une espèce de plante dicotylédone de la famille des Astéracées (ou Composées) appartenant au genre Cynara.
L'artichaut lui-même est un chardon domestiqué et cultivé, de l'espèce Cynara cardunculus, dont la variété sauvage est sans doute Cynara cardunculus var. sylvestris (Lamk., Fiori (en)), ayant donné naissance à deux formes : C. cardunculus f. cardunculus, le cardon, et C. cardunculus f. scolymus, l'artichaut. Ces deux formes ont longtemps été considérées comme des espèces différentes.
On désigne sous le nom d'artichaut à la fois la plante entière et sa partie comestible, l'inflorescence en capitule, appelée aussi tête d'artichaut, ce qui en fait un légume-fleur. 

## Étymologie
Le substantif masculin,, artichaut (prononcé /aʁtiʃo/) est un emprunt,, par l'intermédiaire de l'espagnol alcachofa,, à l'italien dialectal, du nord, articiocco,,, notamment en usage en Lombardie et au Piémont où il a la forme articiocch, attestée depuis le XVIe siècle. L'espagnol alcachofa est lui-même issu, probablement par l'intermédiaire de l'hispano-arabe haršûfa,, de l'arabe, ḥáršafa. Une autre étymologie, controversée, propose comme origine le nom arabe الأرضي-شوكي Ardi-chouki (« terrestre épineux »).

## Description

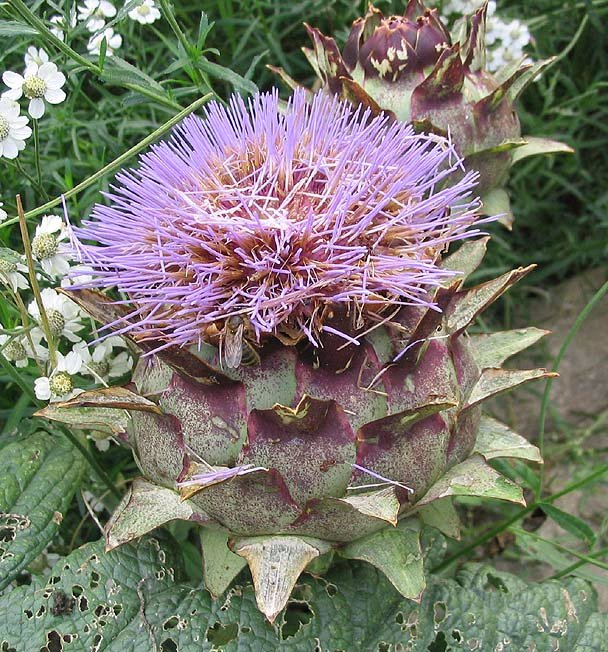
Capitule d'artichaut.

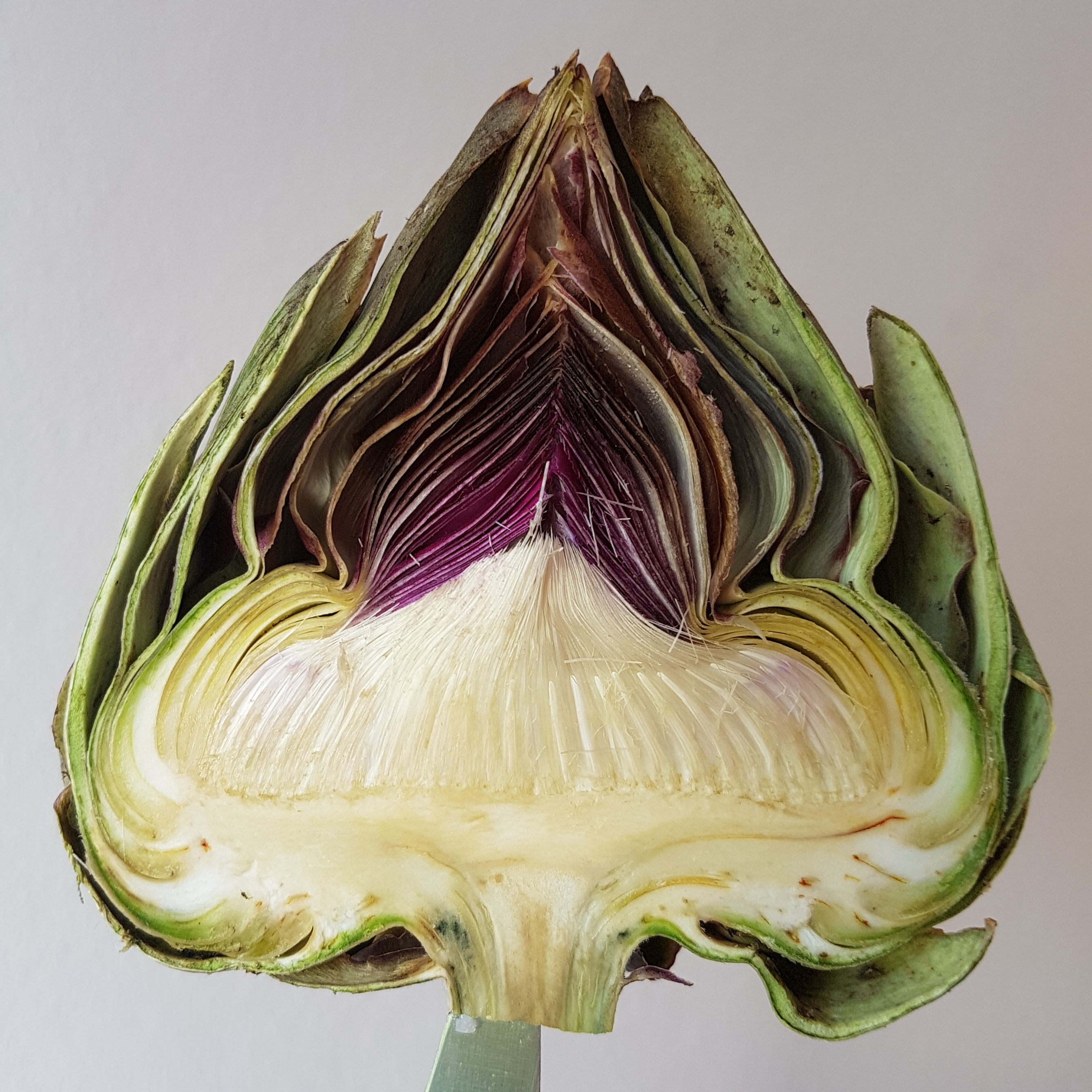
Capitule d'artichaut en coupe.

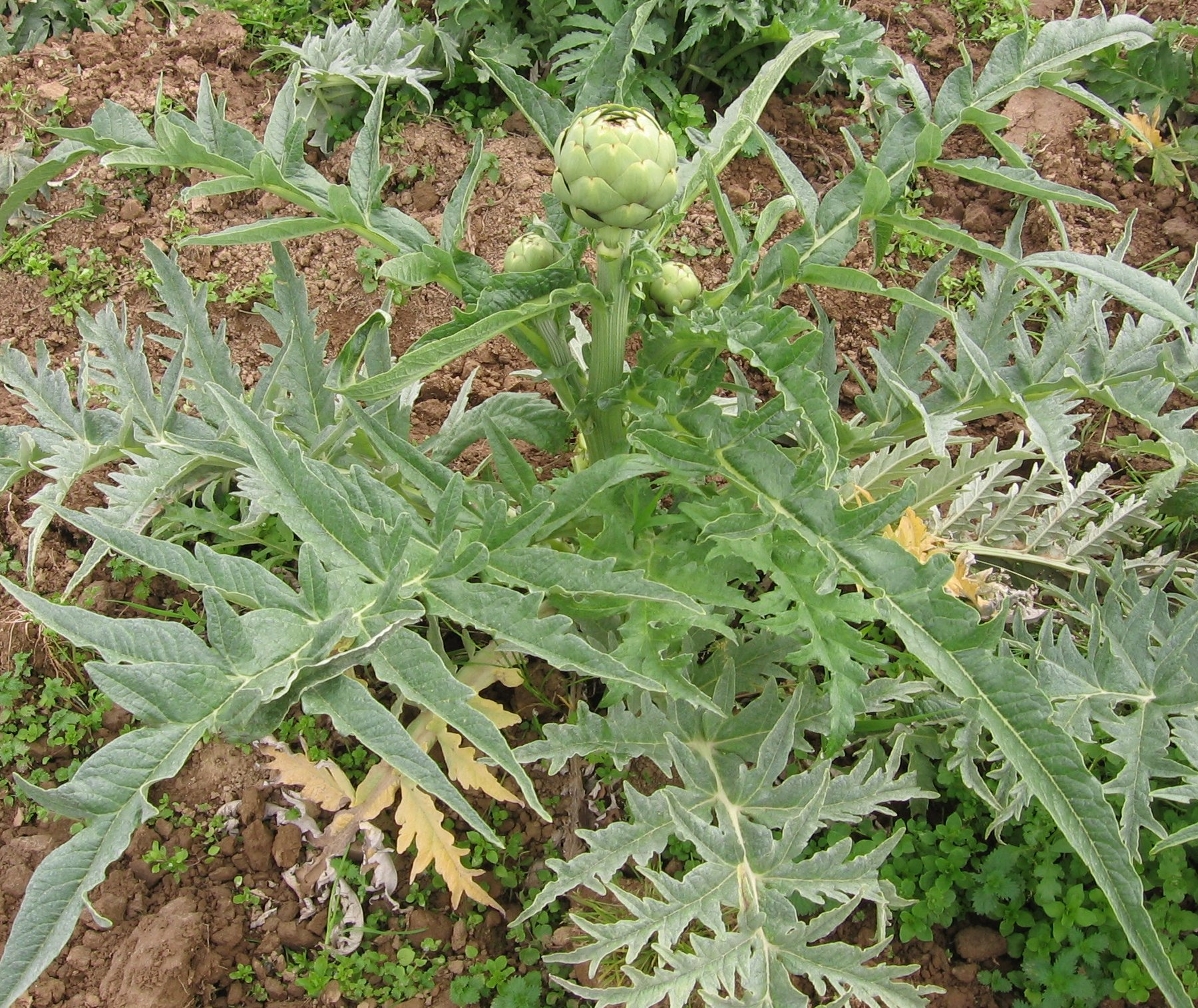
Artichaut sur pied.

Vivace, la plante est cultivée surtout comme bisannuelle ou trisannuelle. La reproduction par graine a un caractère plus aléatoire que par œilletons.
L'artichaut présente une tige dressée d'une hauteur pouvant aller jusqu'à 2 m, épaisse et cannelée, avec de grandes feuilles, de tailles variables sur un même pied : les supérieures pennatifides, lobées ou presque entières, les autres pennatipartites.
La partie comestible est un capitule, inflorescence récoltée avant que les fleurs ne se développent. Ce qu'on appelle fond d'artichaut est le réceptacle floral de cette inflorescence ; quant aux feuilles, dont on consomme la base, ce sont les bractées de l'involucre. Lorsqu'on laisse l'artichaut se développer, il se forme à son sommet une « fleur » dont la couleur varie du bleu au violet. Comme l'artichaut est une plante composée, il ne s'agit pas d'« une » fleur, mais d'un ensemble de fleurs (le capitule). Chaque fleur (ou fleuron) se présente sous forme d'une touffe de poils appelée aigrette ayant un minuscule ovaire (futur fruit) à sa base. C'est l'ensemble de ces fleurons qui constitue le foin — également appelé barbe — des artichauts que l'on consomme.
Les graines se récoltent après complet dessèchement de la fleur.

## Histoire
Une plante nommée cynara était connue des Grecs et des Romains. Reste à savoir à quoi elle correspondait exactement.[réf. nécessaire] On lui a attribué des pouvoirs aphrodisiaques. Il semble cependant que l'artichaut que nous connaissons ne soit apparu en Europe qu'à la fin du Moyen Âge, et qu'il s'agisse d'un chardon transformé par sélection par les horticulteurs (tout comme le cardon).
Il serait originaire d'Afrique du Nord, d'Égypte ou d'Éthiopie. Il est régulièrement cité par les agronomes arabes ; Ibn Al-'Awwâm, agronome andalou du Moyen Âge, décrit sa culture et sa reproduction par œilletonnage, les Andalous sélectionnent des variétés à grosse tête, écrit-il, ce qui montre qu'ils le consomment.
L'artichaut aurait donc été introduit par les Arabes en Sicile. À partir de 1282, la Sicile passe sous l'influence de la couronne d'Aragon et en 1492, l’Inquisition expulse les Juifs du royaume et notamment de Sicile, lesquels remontent ainsi vers le nord de l’Italie, introduisant la culture de l’artichaut à partir du XVe siècle, dans les régions où ils peuvent s’installer,. À Rome, les Juifs confinés dans le ghetto préparent l'artichaut de multiples façons (dont le célèbre carciofi alla giudia) ; il devient ainsi un « légume identitaire ».
En 1532, on trouve la première mention de l'artichaut à Avignon, d'où il est diffusé dans le Comtat et le Languedoc. Cette fleur de chardon améliorée par les Arabes, a été apportée de Naples à Florence en 1466 par Filippo Strozzi. La tradition veut que son introduction en France soit liée au personnage de Catherine de Médicis, qui était très friande de fonds d'artichauts mais ce n'est pas elle qui introduisit réellement l'artichaut en France(voir mythe italien dans la cuisine française). Louis XIV en était lui aussi friand. Les explorateurs français et espagnols l'exportèrent en Amérique.
La culture des artichauts se développe dans les années 1920 en Californie, importée par des immigrants espagnols. Dans la ville de Castroville du comté de Monterey se déroule tous les ans un festival appelé Castroville Artichoke Festival.

## Principaux cultivars d'artichauts

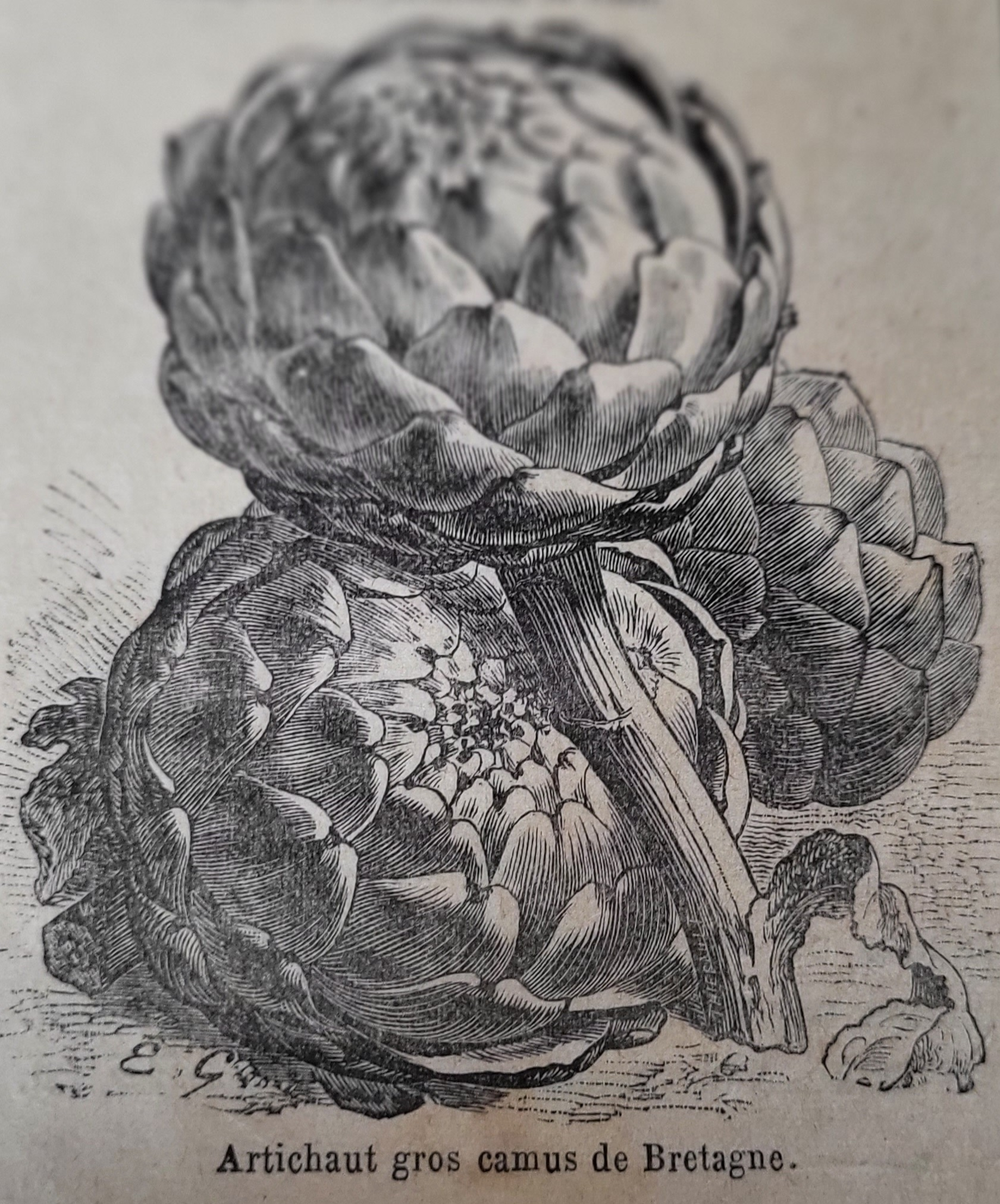
Illustration du gros camus de Bretagne (Catalogue Vilmorin 1900).

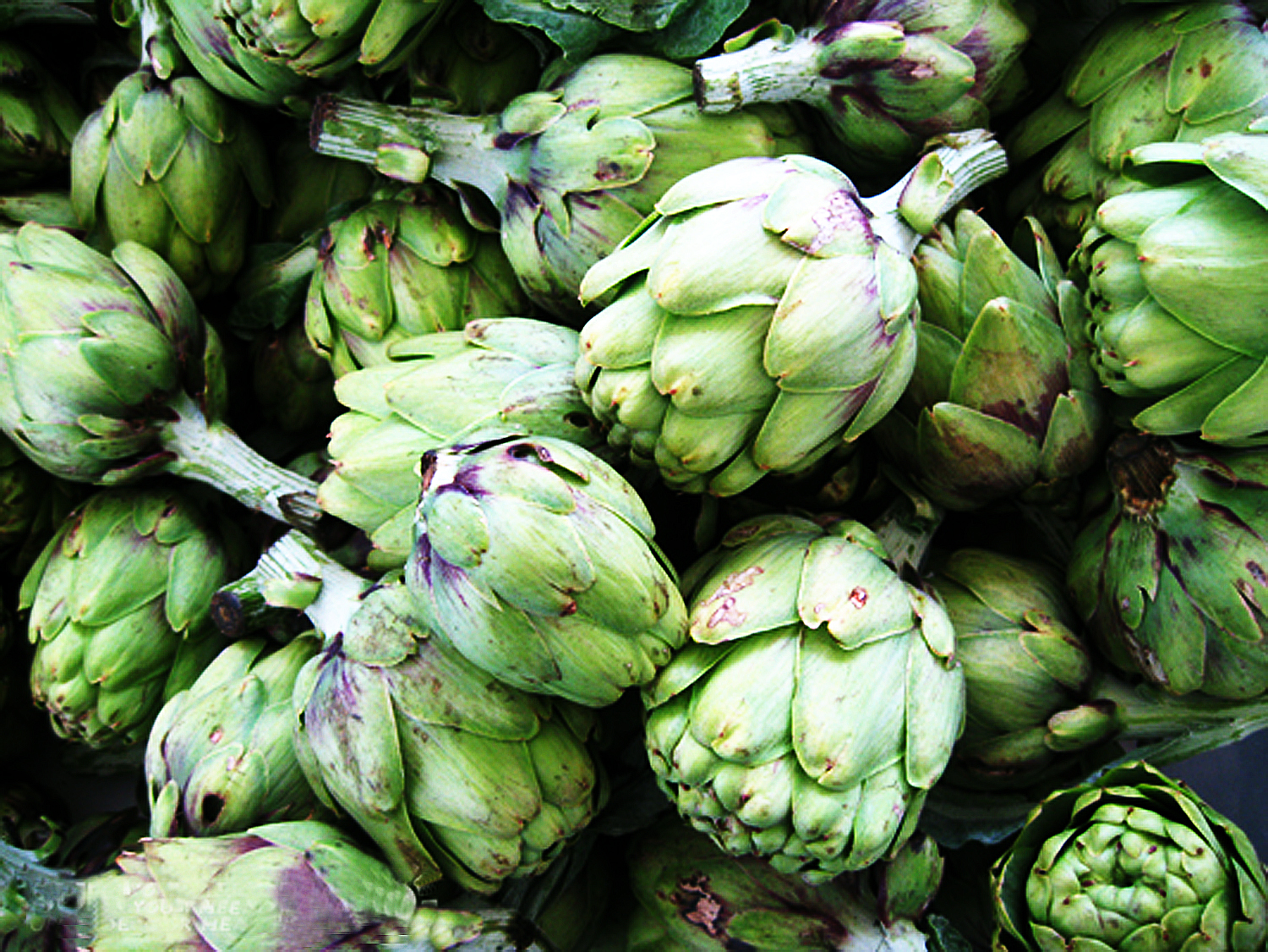
Artichauts au marché de Monteux.

Actuellement près de 50 cultivars sont inscrits au Catalogue européen des espèces et variétés et 11 au Catalogue officiel français, dont la variété Gros vert de Laon inscrite sur la liste SVI (pour amateurs).
.
- Les blancs[16],[17] :
  - Le camus ou camus de Bretagne : le plus gros des artichauts (300 à 500 g/pièce) ; son capitule, vert tendre, a une forme très arrondie aux bractées très serrées, courtes et larges ; créé en 1810 par un agronome parisien[18], il est produit de mai à novembre dans l'Ouest de la France, notamment en Bretagne ; il se consomme bouilli ou à la vapeur, avec une vinaigrette, de la mayonnaise ou de la crème fraîche ; les fonds d'artichauts peuvent aussi être farcis.
  - Le (gros) vert de Laon, vert d'Italie ou tête de chat : proche du camus, mais plus rustique et mieux adapté au froid ; de forme arrondie, avec un capitule plus petit que le camus.
  - Le castel : proche du camus, duquel il dérive par croisements ; obtenu dans les années 1980 par l'INRA[17] ; il conserve mieux son aspect et sa couleur en grande distribution.
  - Le blanc hyérois : à bractées vertes et assez étroites ; cultivé en Roussillon ; il se consomme surtout cru.
  - Le Macau : proche du vert de Laon ; produit principalement en Gironde, près du village éponyme.
  - Le blanc d'Espagne, Tudela d'Espagne ou blanc de Tudela.
  - Le sakis de Turquie.
- Artichauts violets.Les violets[16],[17] :

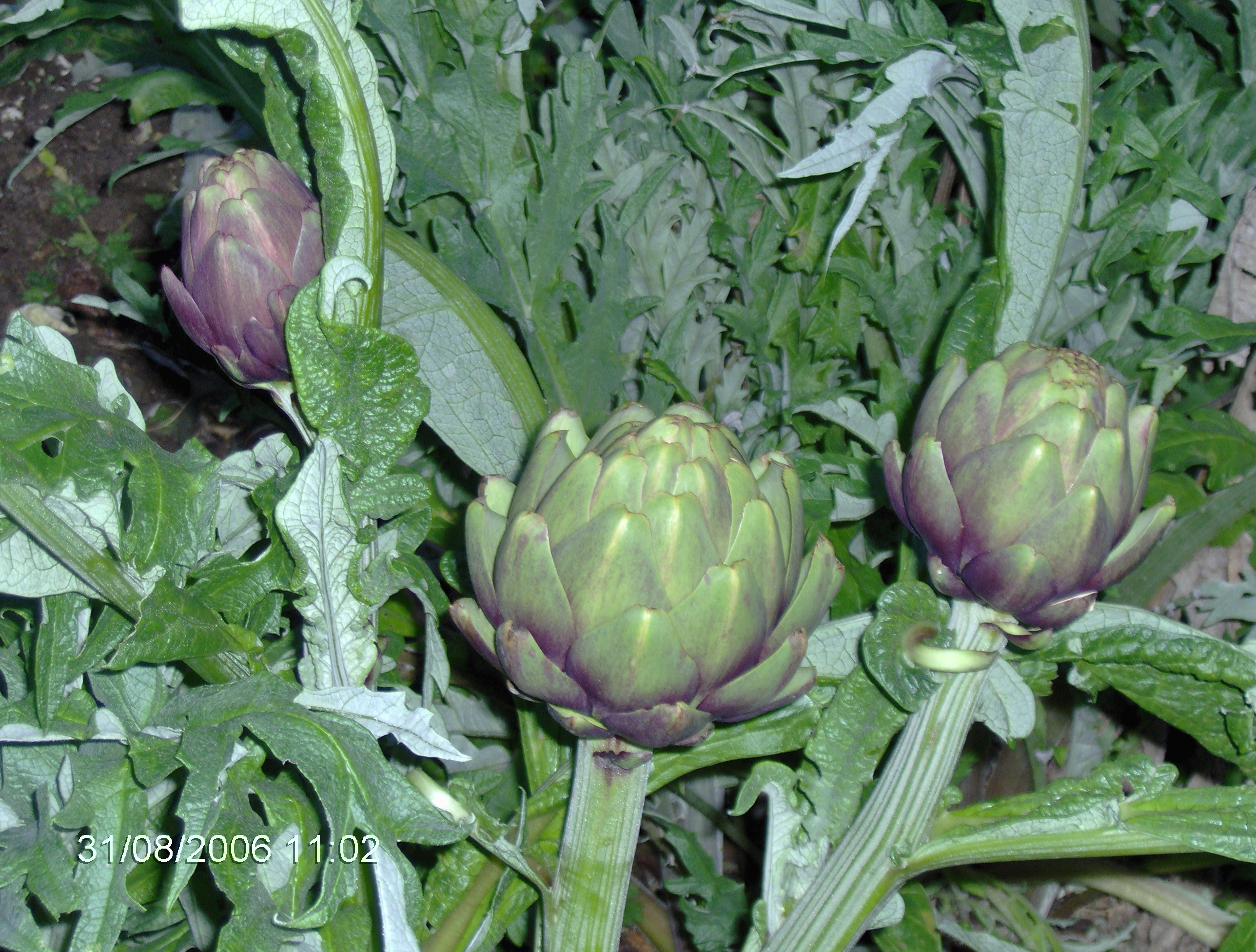
Artichauts violets.

  - Le violet de Provence ou bouquet : assez petit (moins de 100 g/pièce) et de forme conique, avec des bractées violacées ; il est très cultivé en région méditerranéenne et se récolte de mars à mai, puis de septembre à décembre ; lorsqu'il est gros, il se consomme généralement cuit ; il peut se manger cru quand il est jeune (on l'appelle alors poivrade) ; cru ou cuit, il se déguste notamment en salade, à la vinaigrette, à la barigoule, farci, à la croque-au-sel, en purée, en velouté ou en beignet.

- - Le violet de Venise.
  - Le violet de Toscane.
  - Le violet romanesco.
  - Le violet Romagna di Chiogga.
  - Le violet catanais.
  - L'épineux : de forme fuselée, il doit son nom à l'extrémité épineuse de ses bractées ; il est produit au printemps et en été dans les régions génoise et niçoise, ainsi qu'en Sardaigne (spinoso sardo) et en Sicile (épineux de Palerme) ; il se consomme cru ; il est tendre et craquant sous la dent.
  - Le violet de Plainpalais: variété d'artichaut cultivée à Genève. Longtemps réputé pour sa finesse et son goût de noisette, il avait presque disparu lorsqu'on le redécouvrit, en 1959. Intégrant alors un programme agronomique de culture in vitro, il fut sauvé de l'oubli et retrouva sa place sur les étals dès les années 2000, au côté de son cousin le cardon épineux de Plainpalais, au bénéfice, lui, d'une AOC depuis 2003.

### Améliorations des variétés
Les principaux caractères à améliorer sont la qualité du capitule pour les diverses utilisations. Elle est liée à de nombreux facteurs : résistance aux maladies telles que le (Bremia lactucae), la vitesse de divergence des bractées, la durée de conservation de l'aspect frais, le rendement de la base des bractées, le rendement du fond et du cœur.
Ces améliorations sont possibles surtout par la sélection sanitaire par culture de méristèmes et par la création de variétés hybride F1. Cela permet aussi d'améliorer la simultanéité des récoltes mais en contrepartie de créer une gamme de variétés à précocité décalée pour couvrir une longue période de récolte.
L'INRA a ainsi mis au point divers nouveaux cultivars d'artichaut. Parmi ces cultivars, on peut citer le Caribou, le Salambo, le Salanquet, le Carlite, le Popvert, le Vertu, le Calico, le Cric, le Cari et le Cardinal.
L'artichaut ne résistant pas au rigoureux hiver canadien, le ministère de l'agriculture du Canada est parvenu à mettre au point un cultivar qui peut être forcé pour produire la première année.

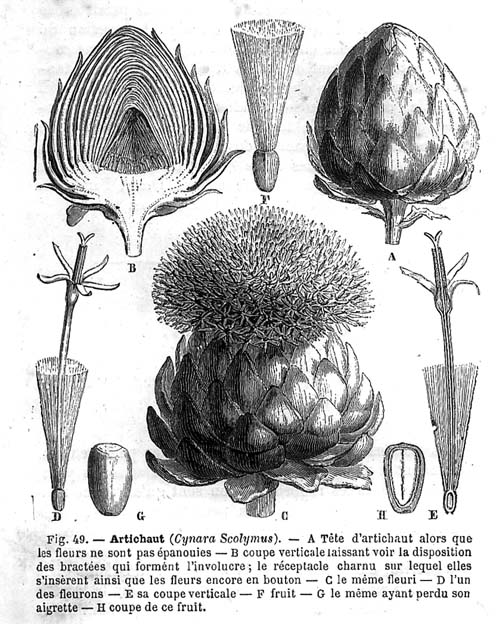
Planche de l'artichaut.
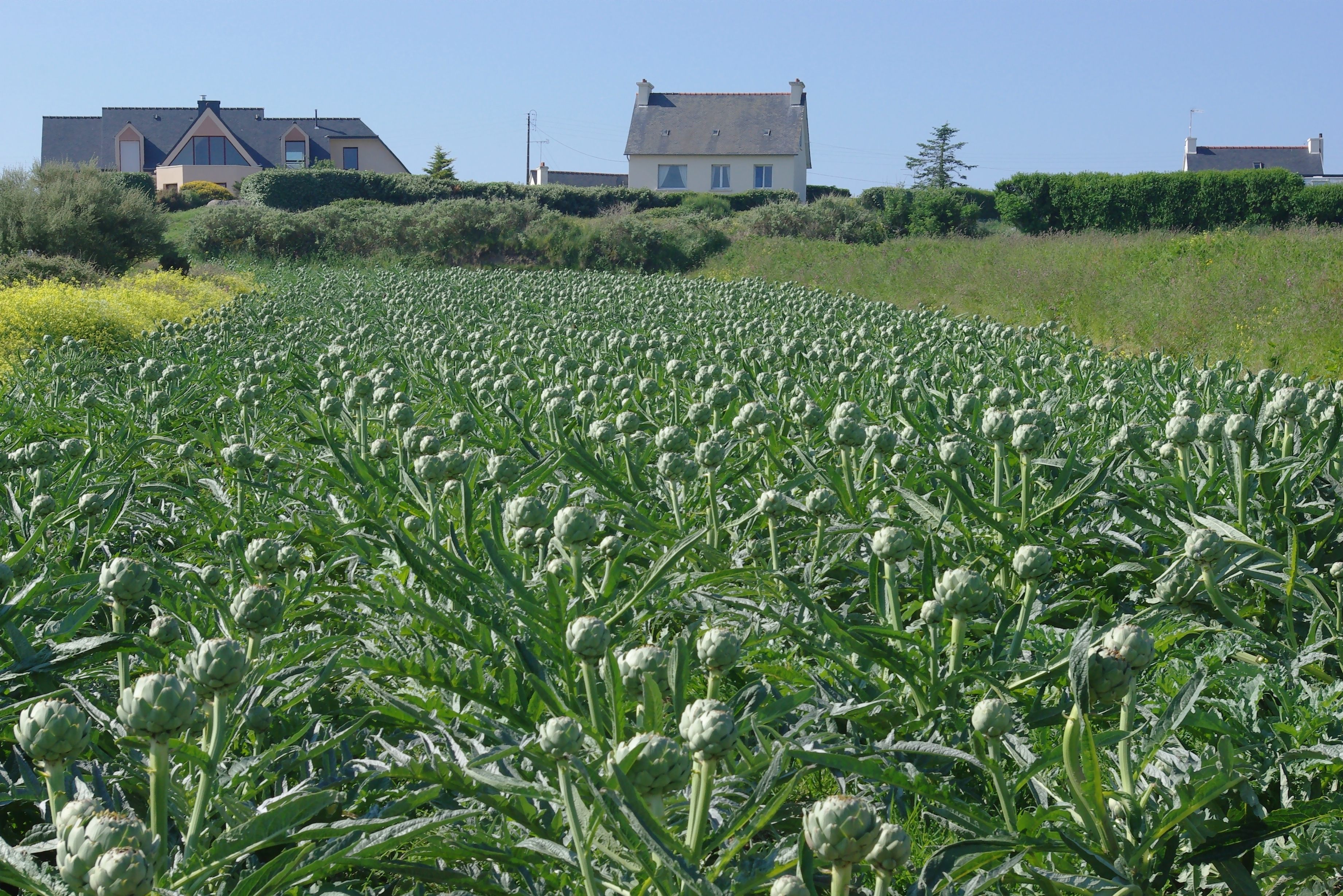
Champ d’artichauts, (Bretagne, France).
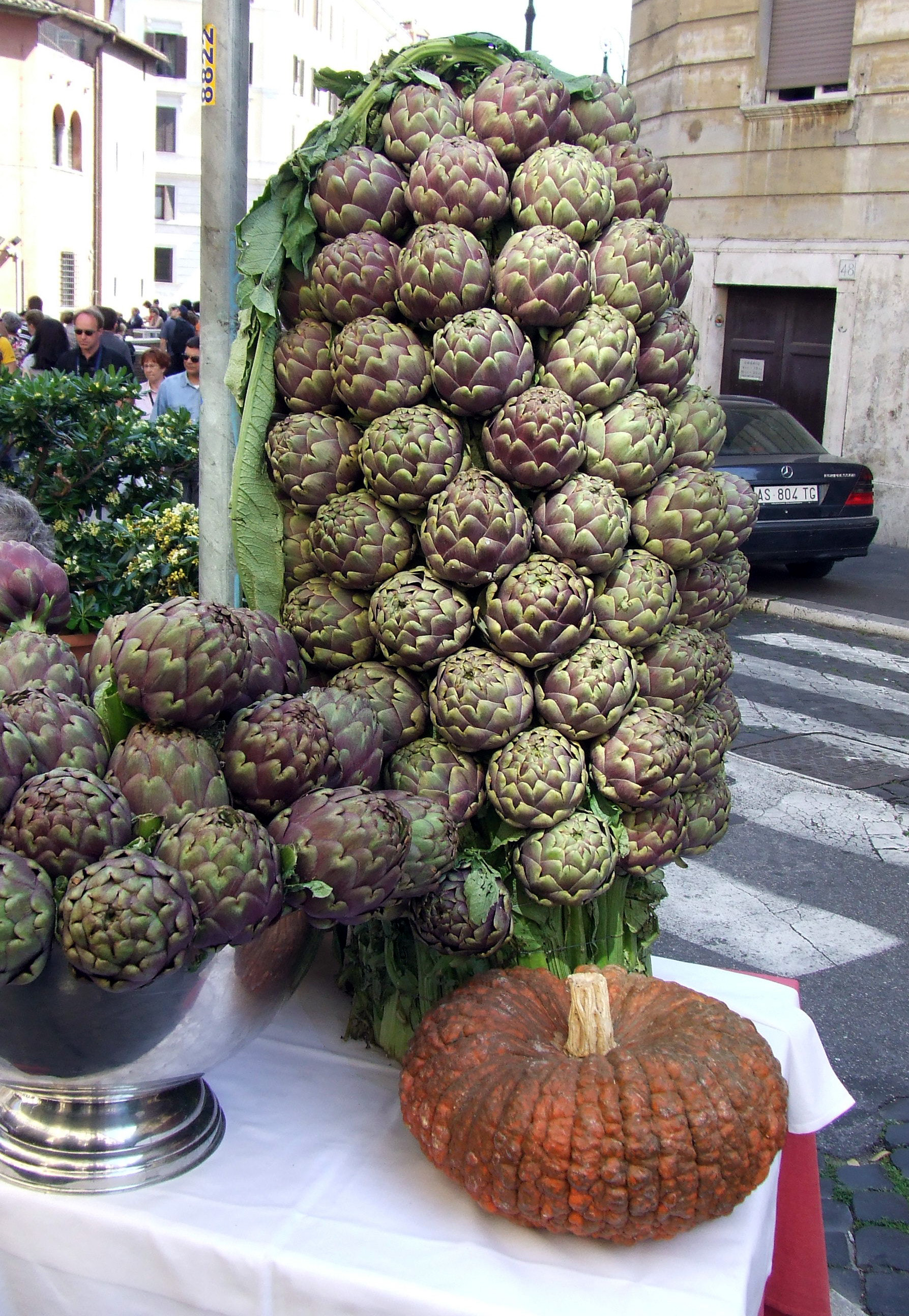
Bouquet d'artichauts à l'entrée d'un restaurant romain.
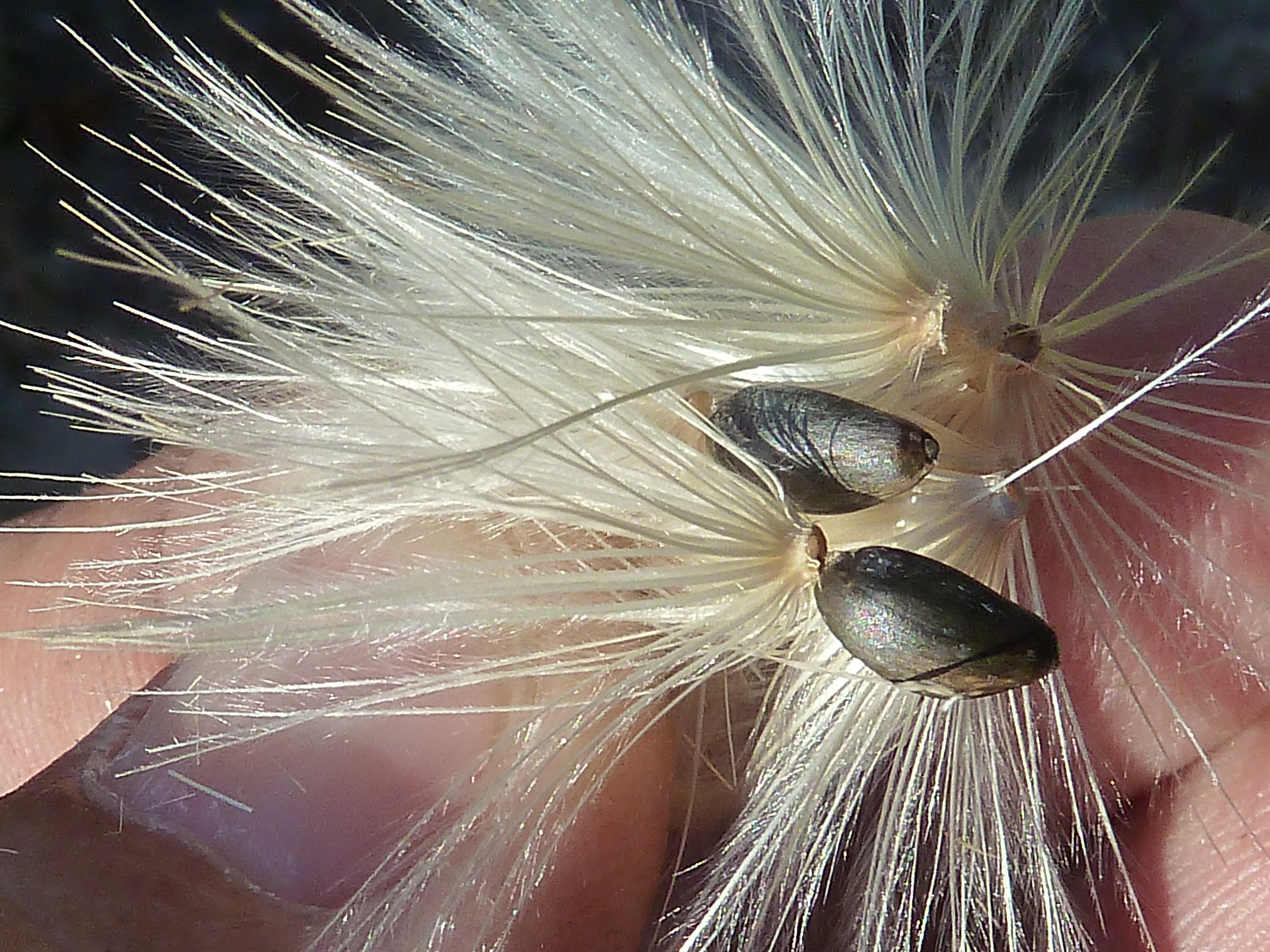
Akènes de Cardunculus scolymus, « variété blanc de Tudela ».
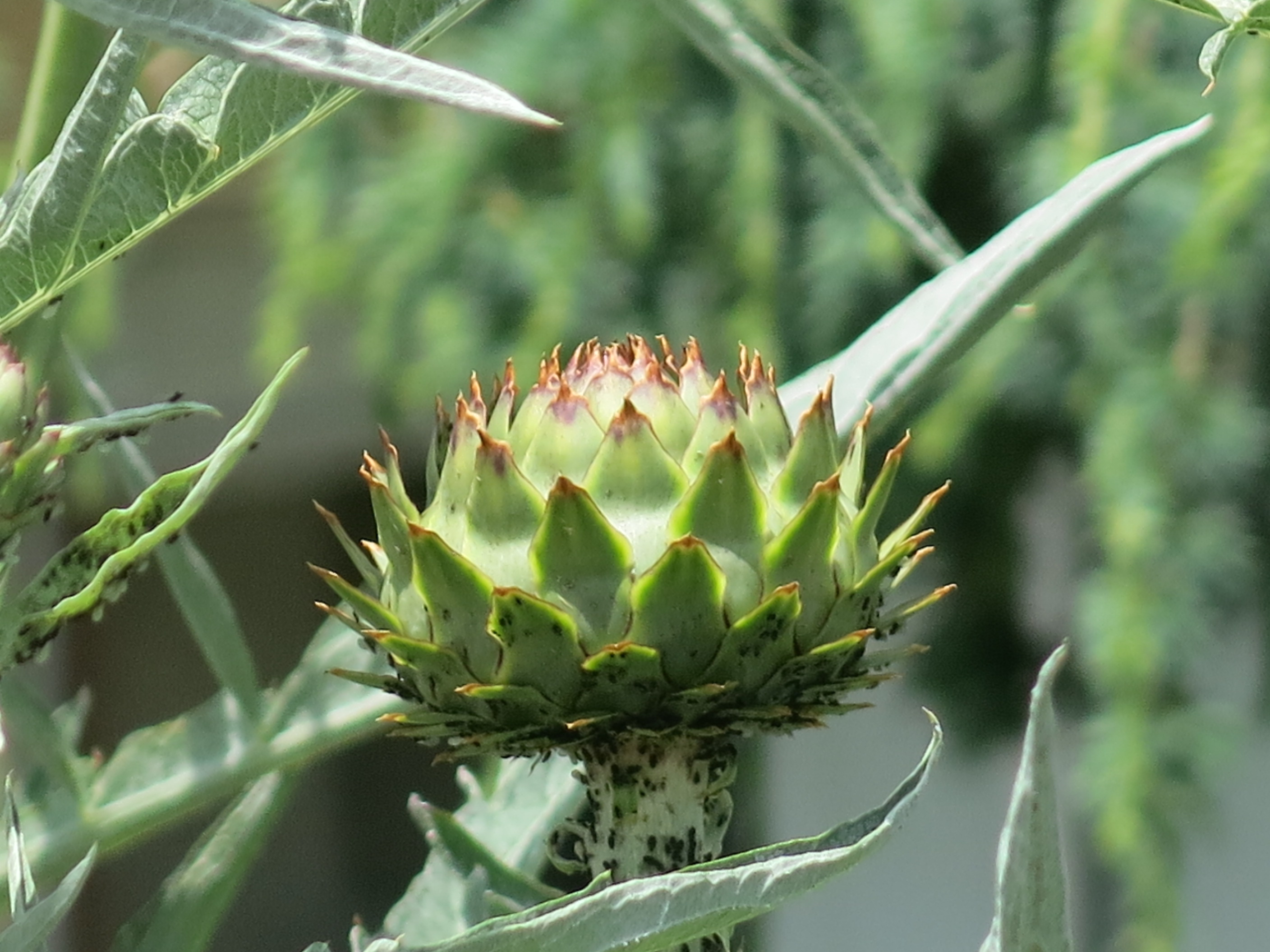
Artichaut sur pied à Capbreton.
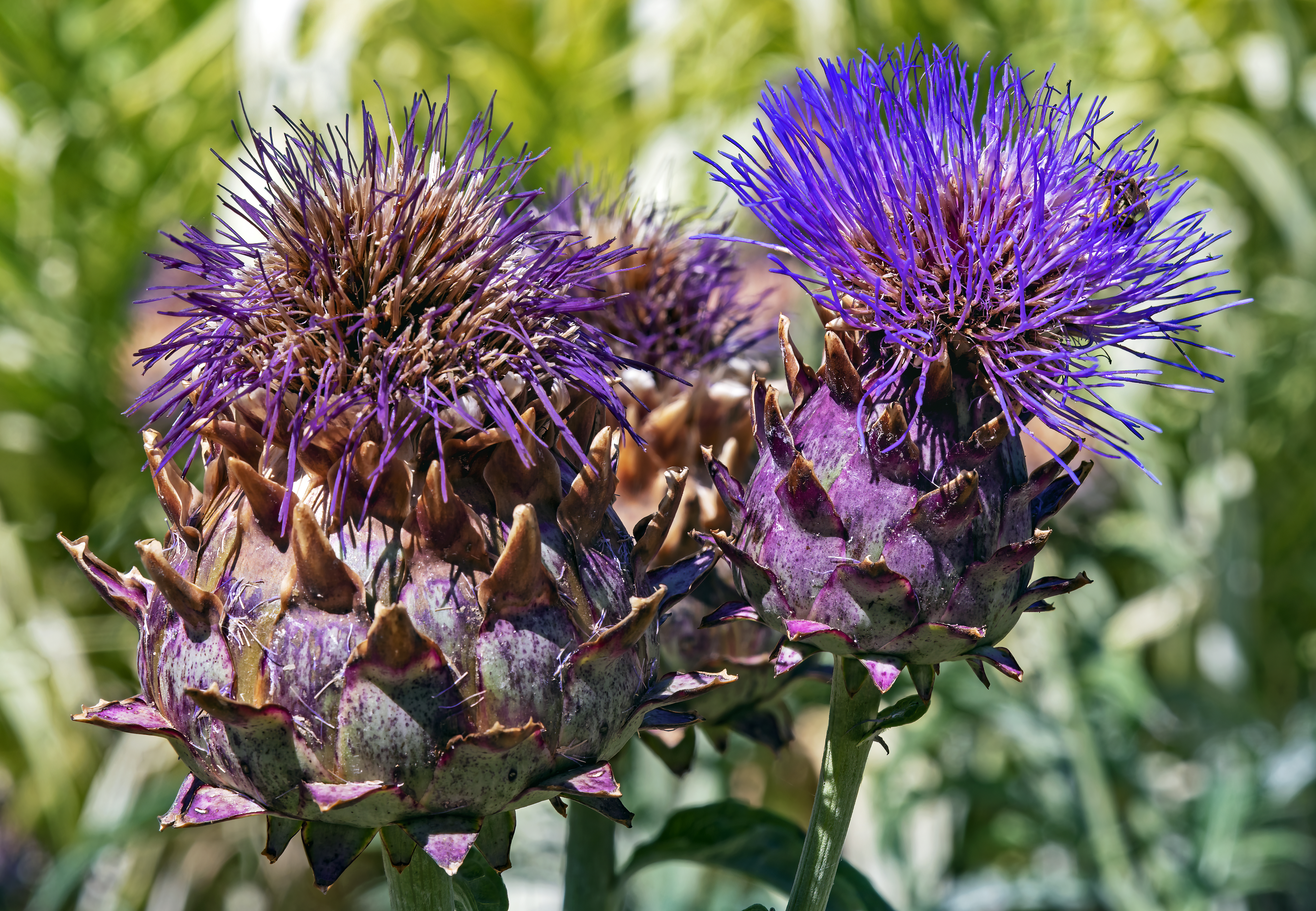
Artichaut en fleur (Gaillac, France).
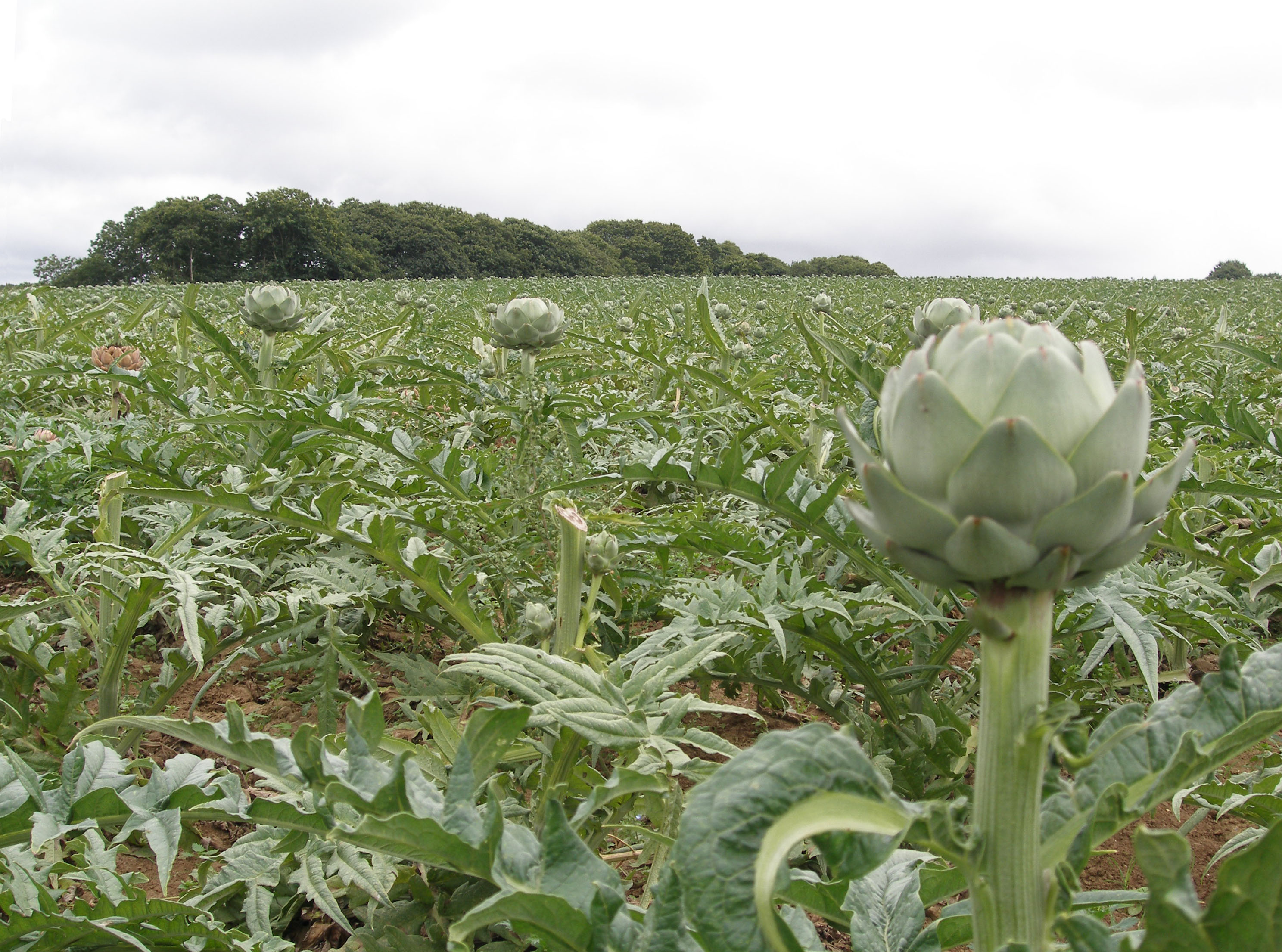
Culture d'artichauts (Bretagne, France).
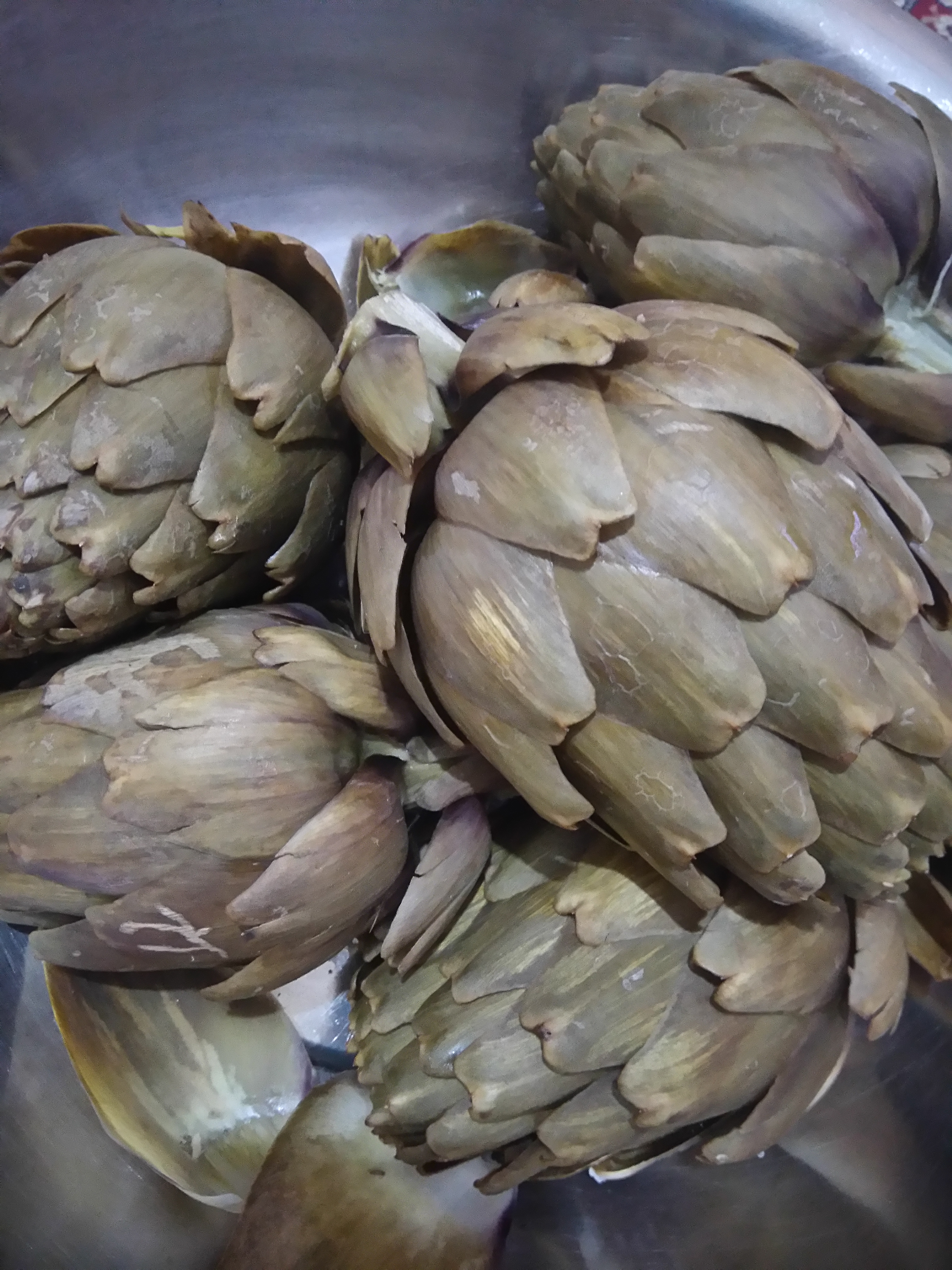
Artichauts bouillis.
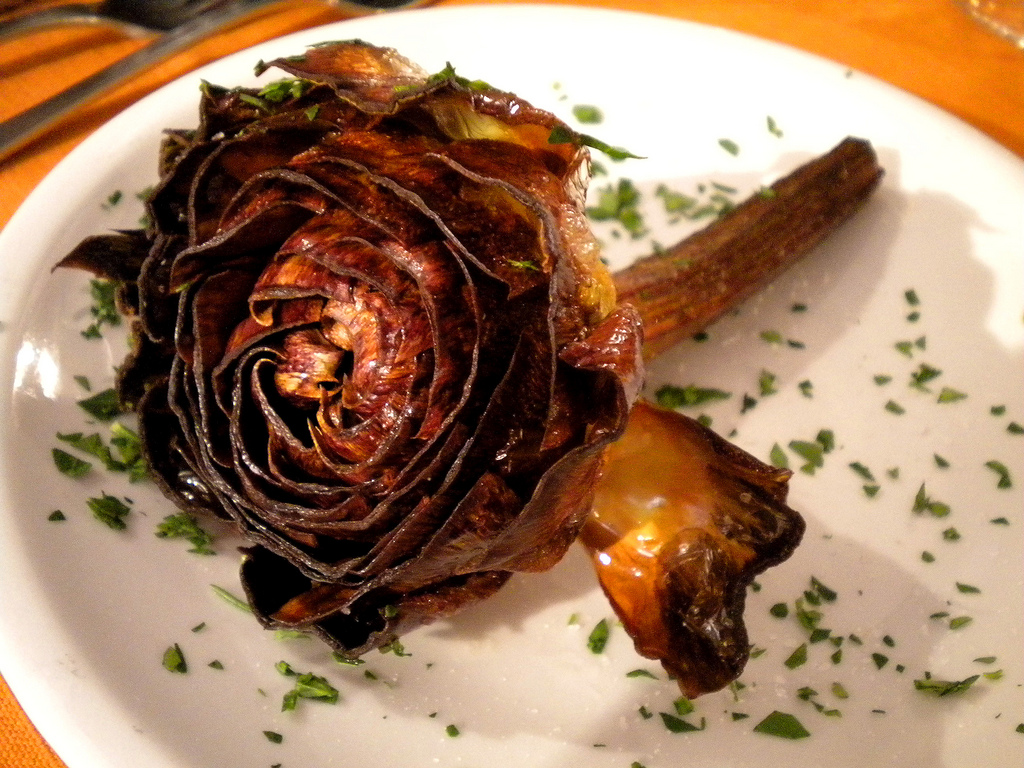
Carciofo alla Giudia (artichaut à la juive) une des spécialités culinaires de Rome.

## Production

### Production mondiale

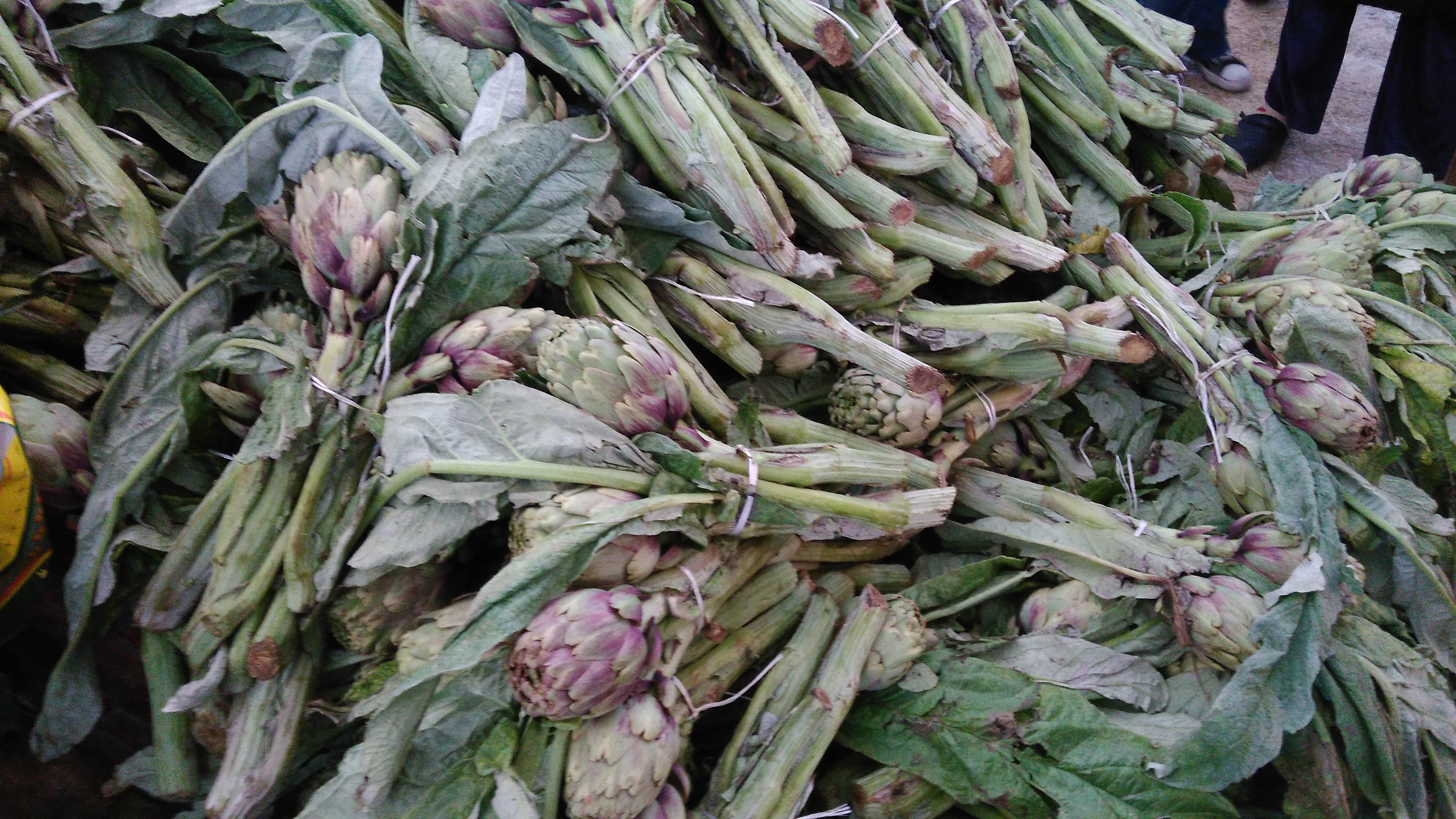
Bouquets de petits artichauts violets au marché de Monastir (Tunisie).

Depuis l'après guerre, l'Italie est restée de loin le premier producteur mondial d'artichauts, avec un summum de production en 1972 avec 751 000 tonnes. De nos jours, la production mondiale oscille autour des 1,6 million de tonnes par an (dont 451 000 tonnes en Italie). 75 % de la production d'artichauts des États-Unis est réalisée dans le comté de Monterey en Californie.
| Principaux producteurs d'artichauts, 2019 Données de FAOSTAT, en tonnes | Principaux producteurs d'artichauts, 2019 Données de FAOSTAT, en tonnes |
| Pays                                                                    | Volume                                                                  |
| ----------------------------------------------------------------------- | ----------------------------------------------------------------------- |
| Italie                                                                  | 378 820                                                                 |
| Égypte                                                                  | 296 899                                                                 |
| Espagne                                                                 | 199 940                                                                 |
| Pérou                                                                   | 131 882                                                                 |
| Algérie                                                                 | 119 636                                                                 |
| Argentine                                                               | 111 853                                                                 |
| Chine                                                                   | 92 907                                                                  |
| États-Unis                                                              | 45 722                                                                  |
| Maroc                                                                   | 44 774                                                                  |
| Turquie                                                                 | 39 071                                                                  |

### Production française
En 2017, la production française est de 45 165 tonnes. La surface cultivée est de 7 213 hectares, soit un rendement de 6,3 tonnes à l'hectare. Les principaux départements producteurs sont le Finistère, les Côtes-d'Armor, les Pyrénées-Orientales. Le commerce extérieur est déficitaire : 9 722 tonnes produites sont exportées mais 15 428 tonnes sont importées.

## Valeur nutritive
L'artichaut est un légume riche en polyphénols : flavonoïdes et acide-phénols.
| Artichaut, partie comestible crue (valeur nutritive pour 100 g de matière fraiche, d'après DTU) | Artichaut, partie comestible crue (valeur nutritive pour 100 g de matière fraiche, d'après DTU) | Artichaut, partie comestible crue (valeur nutritive pour 100 g de matière fraiche, d'après DTU) | Artichaut, partie comestible crue (valeur nutritive pour 100 g de matière fraiche, d'après DTU) |
| ----------------------------------------------------------------------------------------------- | ----------------------------------------------------------------------------------------------- | ----------------------------------------------------------------------------------------------- | ----------------------------------------------------------------------------------------------- |
| eau : 84,9 g                                                                                    | cendres totales : 1,1 g                                                                         | fibres : 5,4 g                                                                                  | valeur énergétique : 193 kJ                                                                     |
| protéines : 3,3 g                                                                               | lipides : 0,2 g                                                                                 | glucides : 10,5 g                                                                               | sucres simples : 5,1 g                                                                          |
| oligo-éléments                                                                                  |                                                                                                 |                                                                                                 |                                                                                                 |
| potassium : 404 mg                                                                              | magnésium : 35,6 mg                                                                             | phosphore : 72,3 mg                                                                             | calcium : 60 mg                                                                                 |
| sodium : 27,0 mg                                                                                | fer : 1,1 mg                                                                                    | iode : 0,5 µg                                                                                   | sélénium : 0 µg                                                                                 |
| vitamines                                                                                       |                                                                                                 |                                                                                                 |                                                                                                 |
| vitamine C : 11,7 mg                                                                            | vitamine B1 : 89 µg                                                                             | vitamine B2 : 60 µg                                                                             | vitamine B3 : 1 050 µg                                                                          |
| vitamine B5 : 295 µg                                                                            | vitamine B6 : 97 µg                                                                             | vitamine B9 : 0 µg                                                                              | vitamine B12 : 0 µg                                                                             |
| vitamine A : 0,0 RE                                                                             | rétinol : 0 µg                                                                                  | vitamine E : 0 mg                                                                               | vitamine K : 0 µg                                                                               |
|                                                                                                 |                                                                                                 |                                                                                                 |                                                                                                 |
| Flavones (pour 100 g de matière sèche, d'après Phenol-Explorer)                                 |                                                                                                 |                                                                                                 |                                                                                                 |
| Apigénine 7-O-glucuronide : 7,40 mg                                                             | lutéoline : 42,10 mg                                                                            | lutéoline 7-O-glucuronide : 8,30 mg                                                             | lutéoline -7-O-rutinoside :                                                                     |
| Acides chlorogéniques (pour 100 g de ms, d'après Lattanzio et al.)                              |                                                                                                 |                                                                                                 |                                                                                                 |
| acide 1-O-caféylquinique : 38,18 mg                                                             | acide 3-O-caféylquinique : 57,22 mg                                                             | acide 4-O-caféylquinique : 267,02 mg                                                            | acide 5-O-caféylquinique: 1 544,91 mg                                                           |
| acide 4,5-O-dicaféylquinique : 224,56 mg                                                        | acide 3,5-O-dicaféylquinique: 347,05 mg                                                         | acide 1,5-O-dicaféylquinique: 837,01 mg                                                         | acide 3,4-O-dicaféylquinique: 428,71 mg                                                         |

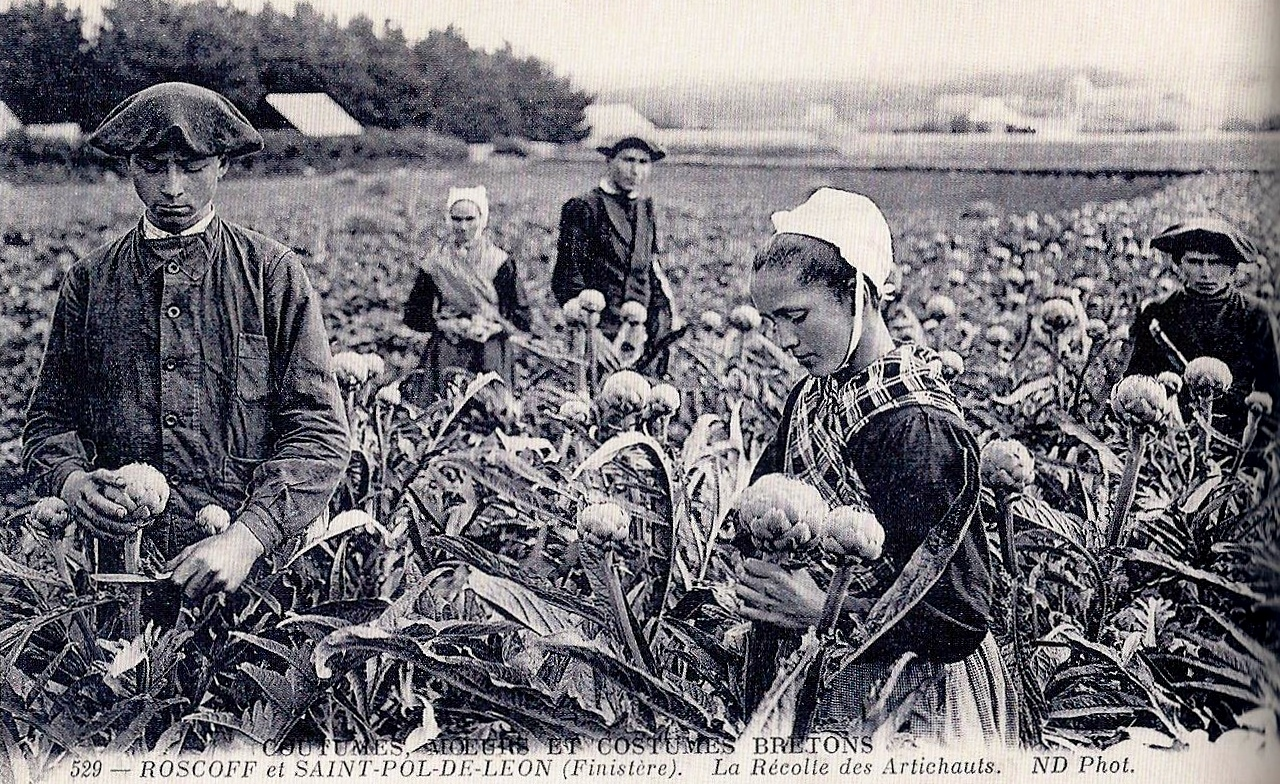
Récolte des artichauts dans la région de Saint-Pol-de-Léon et Roscoff (Bretagne), v. 1910.

L'artichaut est le légume de France le plus riche en acide chlorogénique (acide 5-O-caféylquinique, 39 % du total des acides chlorogéniques), connu pour ses activités antioxydantes et qui pourrait jouer un rôle dans la prévention du diabète de type II. Viennent ensuite l'acide 1,5 O-dicaféylquinique (21 %) puis l'acide 3,4 O-dicaféylquinique (11 %). Il contient aussi de l'acide 1,3-dicaféylquinique (ou cynarine) mais en très faible quantité (1,5 %), de l'acide malique (0,8 % de la feuille sèche), de l'acide succinique, lactique, fumarique, et citrique.
Les flavonoïdes de l'artichaut sont des flavones (apigénine, lutéoline et leurs hétérosides) et des anthocyanidols (cyanidine, péonidine, delphinidine). Les flavones ont été détectées dans les feuilles et la tête (l'inflorescence) alors que les pigments d'anthocyanidols se trouvent seulement dans la tête qu'ils teintent de couleurs bleus ou pourpres. La lutéoline (ou lutéolol) est un puissant antioxydant jouant un rôle dans la protection contre l'oxydation des lipoprotéines de basse densité LDL. Toutefois, ces flavonoïdes sont des constituants mineurs de l'artichaut puisqu'ils ne représentent que 10 % du total des polyphénols.
La feuille contient aussi des lactones sesquiterpéniques, libres (aguerine, grosheimine) ou glucosylées qui lui donnent une grande amertume.
Les fructanes (polymères de fructoses) de l'artichaut ont aussi retenu l'attention des nutritionnistes comme fibres alimentaires. On trouve de l'inuline, un fructane hydrosoluble, présent chez les Astéracées, comme la chicorée (Cichorium intybus) ou le pissenlit (Taraxacum officinale). L'inuline traverse l'intestin grêle sans être attaquée par les enzymes et se retrouve intacte dans le côlon. Là, elle est hydrolysée et subit des fermentations par des bactéries. Elle favoriserait le développement des bifidobacterium et aurait donc un effet prébiotique.
Points forts de l'artichaut : c'est un légume pauvre en lipide et cholestérol. C'est une bonne source de niacine (vitamine B3), de magnésium, phosphore, potassium et cuivre et une très bonne source de fibres et de vitamine C.

## Propriétés pharmacologiques

### Activités antioxydantes
D'après les données récentes de U.S. Department of Agriculture (2010), l'activité antioxydante de l'artichaut, mesurée par le test ORAC est excellente. Mis à part les épices et aromates qui caracolent en tête du classement par paramètre ORAC, les parties comestibles d'artichauts sont classées devant tous les autres légumes et à égalité avec les baies rouges (canneberges, mûres, myrtilles). Le "fond" d'artichaut est le légume le plus riche en polyphénols totaux de notre alimentation, devant le persil et le chou de Bruxelles (en moyenne 321 mg·100 g de légume frais, exprimés en acide gallique équivalent).
| Activité antioxydante ORAC de diverses plantes, d'après USDA (2010) | Activité antioxydante ORAC de diverses plantes, d'après USDA (2010) | Activité antioxydante ORAC de diverses plantes, d'après USDA (2010) |
| Partie comestible                                                   | Nom scientifique de la plante                                       | ORAC moyen ( μmol TE/100 g)                                         |
| ------------------------------------------------------------------- | ------------------------------------------------------------------- | ------------------------------------------------------------------- |
| Écorce de cannelle en poudre                                        | Cinnamomum verum                                                    | 131 420                                                             |
| Pruneaux                                                            | Prunus domestica                                                    | 8 059                                                               |
| Artichaut, fond cru                                                 | Cynara scolymus                                                     | 6 552                                                               |
| Mûres, crues                                                        | Rubus fruticosus                                                    | 5 905                                                               |
| Ail, cru                                                            | Allium sativum                                                      | 5 708                                                               |
| Pomme crue, avec sa peau                                            | Malus pumila var. Golden delicious                                  | 2 670                                                               |
| Asperge, crue                                                       | Asparagus officinalis                                               | 2 252                                                               |
| Brocoli, cru                                                        | Brassica oleracea var. italica                                      | 1 510                                                               |

L'extrait d'artichaut manifeste une aptitude à retarder l'oxydation des lipoprotéines de basses densité LDL (mauvais cholestérol). Comme on sait que la lutéoline (et dans une moindre mesure la lutéoline 7-0-glucoside) manifeste aussi cette activité, on est en mesure de supposer que l'activité antioxydante de l'artichaut relèverait en partie de ses flavonoïdes. Rappelons que l'oxydation du LDL provoque sa précipitation sur les parois vasculaires et la formation de cellules spumeuses qui réduisent le diamètre des vaisseaux sanguins.

### Activité hépatoprotectrice

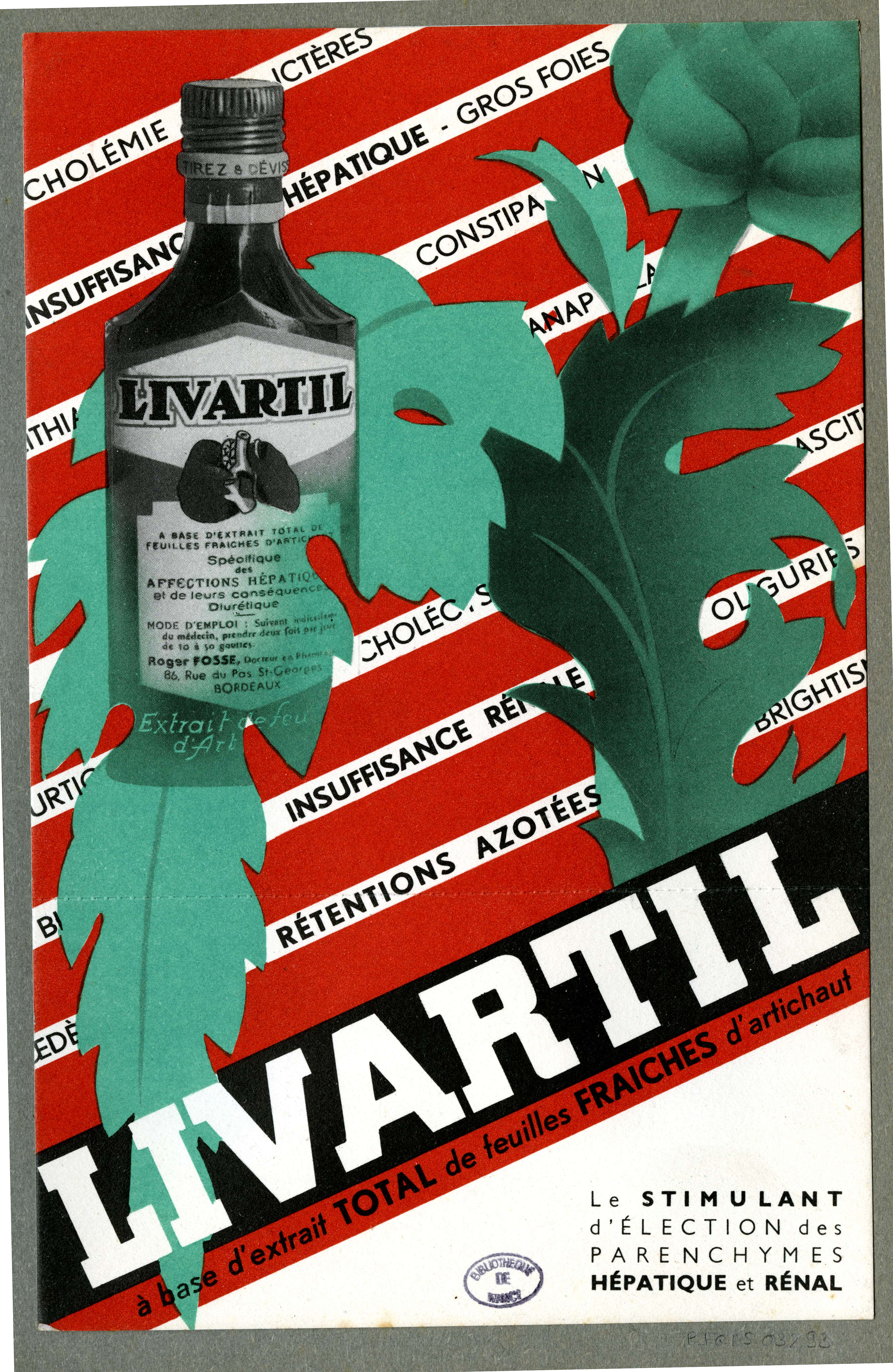
Publicité du début du XXe siècle contre les insuffisances hépatiques à base d'extraits d'artichauts. Bibliothèque municipale de Nancy.

L'étude directe des extraits aqueux d'artichaut a montré qu'ils étaient capables de réduire la peroxydation des lipides et de protéger de la toxicité d'un hydroperoxyde (t-BHP) sur les cellules de foie de rat en culture. Ce type d'essai a montré que des composants de l'artichaut comme la cynarine, la lutéoline 7-O-glucoside, ou les acides chlorogéniques pouvaient contribuer au potentiel hépatoprotecteur de l'artichaut. Il conduit donc à favoriser la digestion et lutter contre les constipations chroniques.
L'artichaut contient de la silymarine, un mélange de flavanolignanes. Ces molécules stimulent la régénération des tissus hépatiques.

### Activité cholérétique
Saénz Rodrigez et al. (2002) ont étudié l'effet d'extrait de feuilles d'artichaut (administré par voie orale) sur la sécrétion de bile (cholérèse) chez le rat. Ils ont observé une augmentation significative du flux de la bile aussi bien après une seule forte dose qu'après une administration régulière durant 7 jours. L'extrait d'artichaut manifeste même un effet cholérétique semblable à celui de la substance pharmaceutique de référence, l'acide déhydrocholique.
Il a été aussi montré que l'extrait aqueux de feuilles d'artichaut était, à forte dose, capable d'inhiber la biosynthèse du cholestérol par des cellules de foie de rat en culture,.

### Protection cardiovasculaire
Les cellules endothéliales qui tapissent les parois des vaisseaux sanguins libèrent du monoxyde d'azote NO qui provoque un relâchement de leur tunique et donc une vasodilatation. Il a été montré que l'artichaut sauvage (Cynara cardunculus) était capable d'accroître la production du monoxyde d'azote NO, par les cellules endothéliales de l'aorte. L'alimentation de rats âgés avec de l'artichaut sauvage permet de restaurer une vasomotion à un niveau semblable à celui observé chez les jeunes rats. Un extrait de feuilles d'artichaut peut aussi stimuler l'activité d'un promoteur de eNOS (forme endothéliale de la NO synthase) par les cellules endothéliales. Il a été aussi noté que si les flavonoïdes, comme la lutéoline et le cynaroside, accroissaient l'expression des ARNm de l'eNOS, par contre, les acides caféylquiniques (la cynarine et l'acide chlorogénique) étaient sans effet.

## Usages

### Usages culinaires

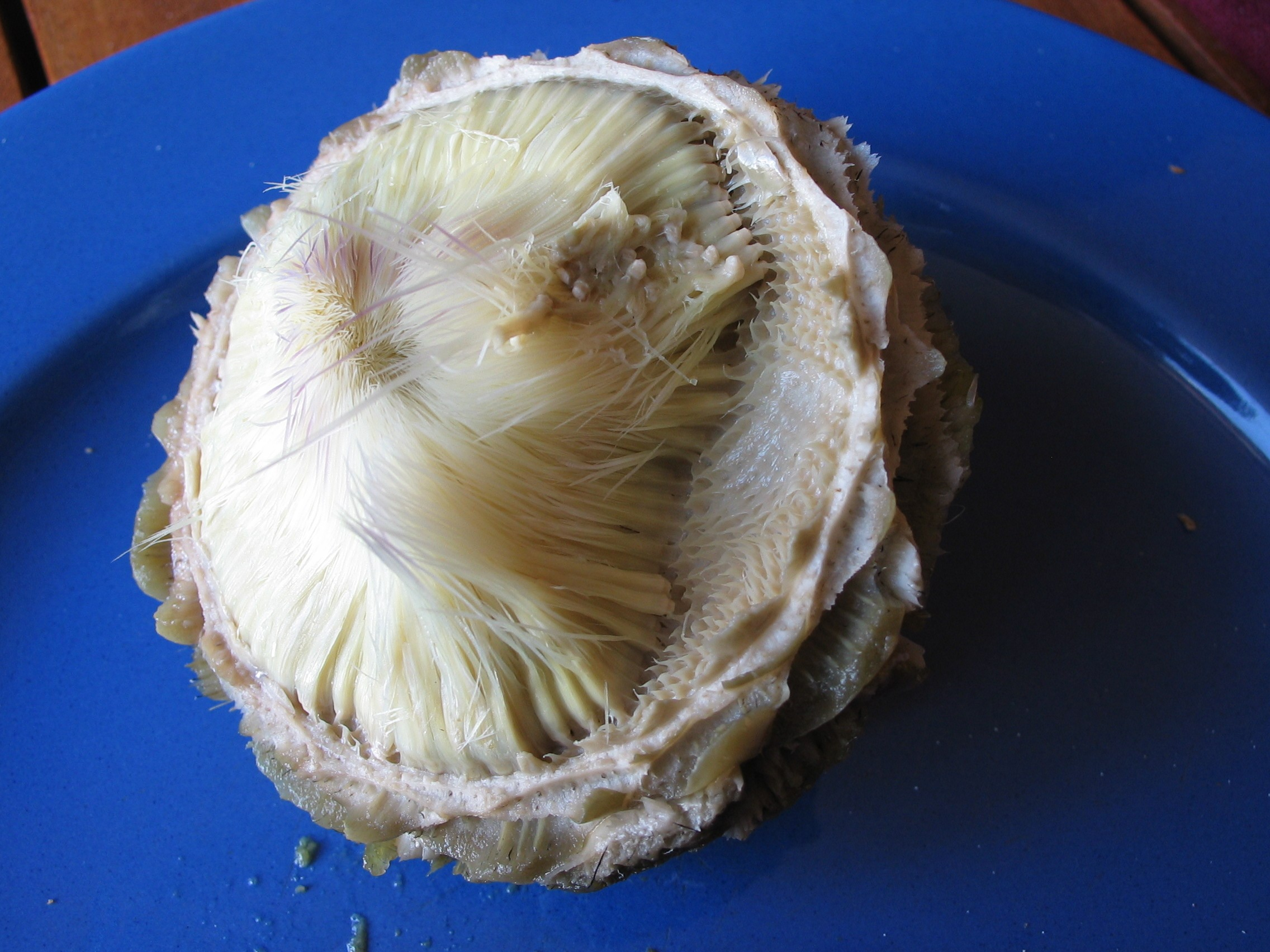
Fond d'artichaut cuit.

Les têtes d'artichaut sont consommées soit crues soit cuites. Le petit artichaut violet poivrade est consommé entier, ou pelé et cuit rapidement. Certaines variétés de violets italiens se mangent spécialement crues, tranchées fin, avec du sel, du jus de citron et de l'huile d'olive. L'artichaut se prépare entier ou farci, peut être cuit à l'eau salée, à la vapeur, au four à micro ondes, au four, braisé, etc. Une feuille de laurier parfume la cuisson. Il peut se manger nappé d'une sauce béchamel ou hollandaise ou cuit à la niçoise. On le mange chaud, tiède ou froid, accompagné d'une vinaigrette ou d'une mayonnaise. Le cœur, souvent mis en conserve ou mariné, est incorporé aux salades et aux hors-d'œuvre ou est employé comme garniture.
Les vraies feuilles, celles qui poussent le long de la tige, qu'on récolte à des fins médicinales, sont également comestibles (blanchies ou cuites).
La feuille est utilisée pour produire diverses boissons apéritives, dont le Cynar, le vin d'artichaut.
Le foin séché est utilisé pour cailler le lait.
L’artichaut cuit s'oxyde rapidement : son jus de cuisson vire au vert, il noircit (à moins d’être bien citronné) et sa saveur s’altère rapidement ; il faut donc le consommer dans les 24 heures et le conserver au frais en attendant. En revanche l'idée qu'il s'y développe des composés toxiques, répandue en France (mais pas en Italie ni en Espagne), n'a pas de bases scientifiques.

### Usages médicinaux
L'herboristerie traditionnelle utilise l'artichaut en feuilles fraîches ou séchées, en jus (de plante entière ou en divers extraits liquides) ou en extraits solides[réf. nécessaire].

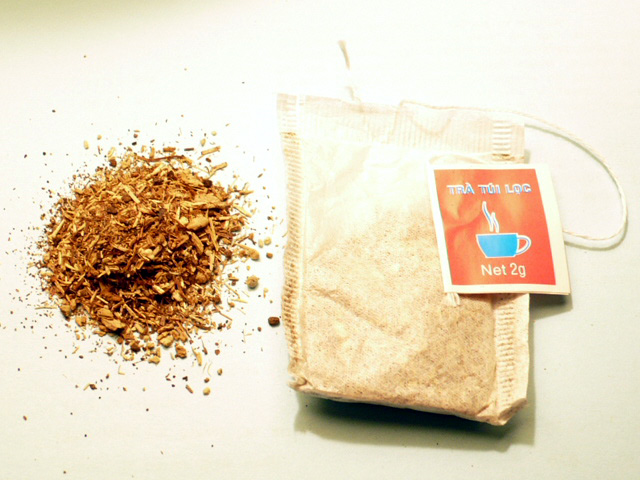
Sachet de « thé d'artichaut », produit au Viêt Nam.

En France, la Note Explicative de l'Agence du médicament (1998) admet qu'il est possible d'utiliser la feuille d'artichaut :
- pour faciliter les fonctions d'élimination urinaire et digestive ;
- comme cholérétique ou cholagogue ;
- pour favoriser l'élimination rénale de l'eau[27].

Certains praticiens de para-médecines vantent des vertus bénéfiques de l'artichaut sur le foie et la vésicule biliaire, sans aucune preuve scientifique.
Comme le remarque un peu sardoniquement Bruneton : « Pour nombre de pharmacologues, les affections traitées par cholagogues et les cholérétiques auraient pour seule origine des irritations de la muqueuse gastrique : dans ces conditions, l'intérêt d'accroître la sécrétion de bile ou de stimuler la contraction vésiculaire n'apparaît pas très clairement. »
De nombreuses entreprises vendent des gélules d'extrait d'artichaut comme brûle-graisse ou amaigrissant miracle : contrairement aux prétentions, aucun de ces produits n'a jamais fait l'objet d'une évaluation médicale, et il s'agit d'une simple arnaque commerciale.
Contre-indications[réf. nécessaire] :
- lithiases biliaires ou obstruction des voies biliaires parce que l'artichaut stimule la production de bile ;
- allergie aux plantes de la famille des composées (marguerites, asters, camomille, etc.).

### Aliment fonctionnel
Pour des chercheurs comme Lattanzio et al., l'artichaut doit être réévalué comme aliment fonctionnel, c'est-à-dire un aliment capable d'aller au-delà d'un apport nutritionnel satisfaisant, en apportant un bénéfice pour le bien-être et la santé ou de réduire les risques de maladie. L'artichaut, de ce point de vue, est intéressant en raison de sa richesse en fructanes et en polyphénols. Ses fructanes, de type inulines, sont des fibres alimentaires ciblant la microflore du côlon, capables d'influer positivement sur la physiologie gastro-intestinale, les fonctions immunitaires, la biodisponibilité des minéraux et le métabolisme des lipides. Les polyphénols ont retenu l'attention des chercheurs en ce qui concerne leur activité antioxydante.

### Références artistiques

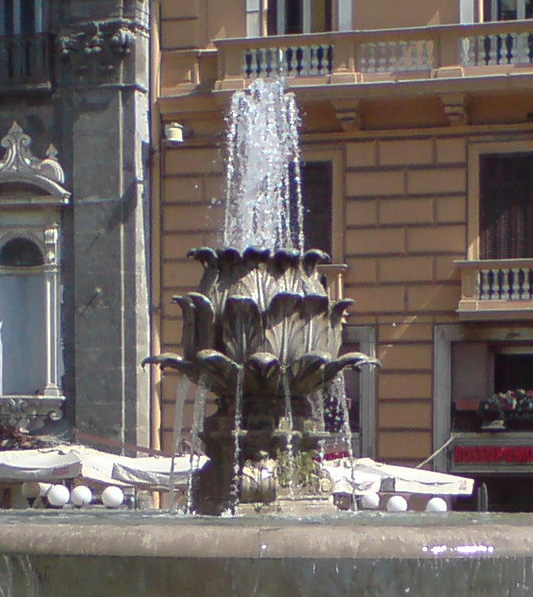
Représentation sculpturale, fontaine de l'artichaut (détail) à Naples.

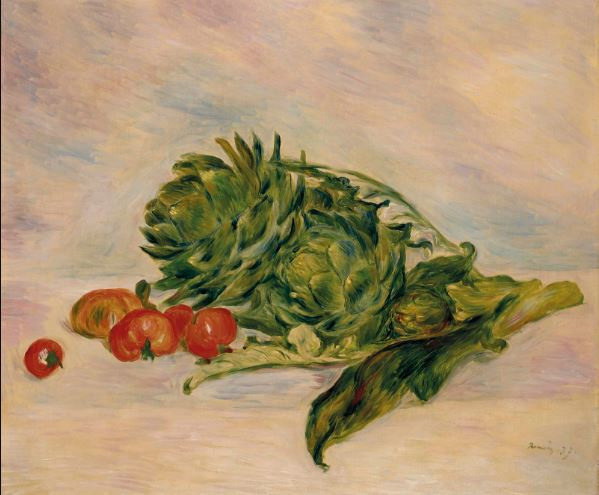
Artichauts et tomates, P.-A. Renoir, 1887.

Meuble héraldique.

## Culture populaire